# Geometria sacra
(Galileo Galilei, Il Saggiatore, Cap. VI)

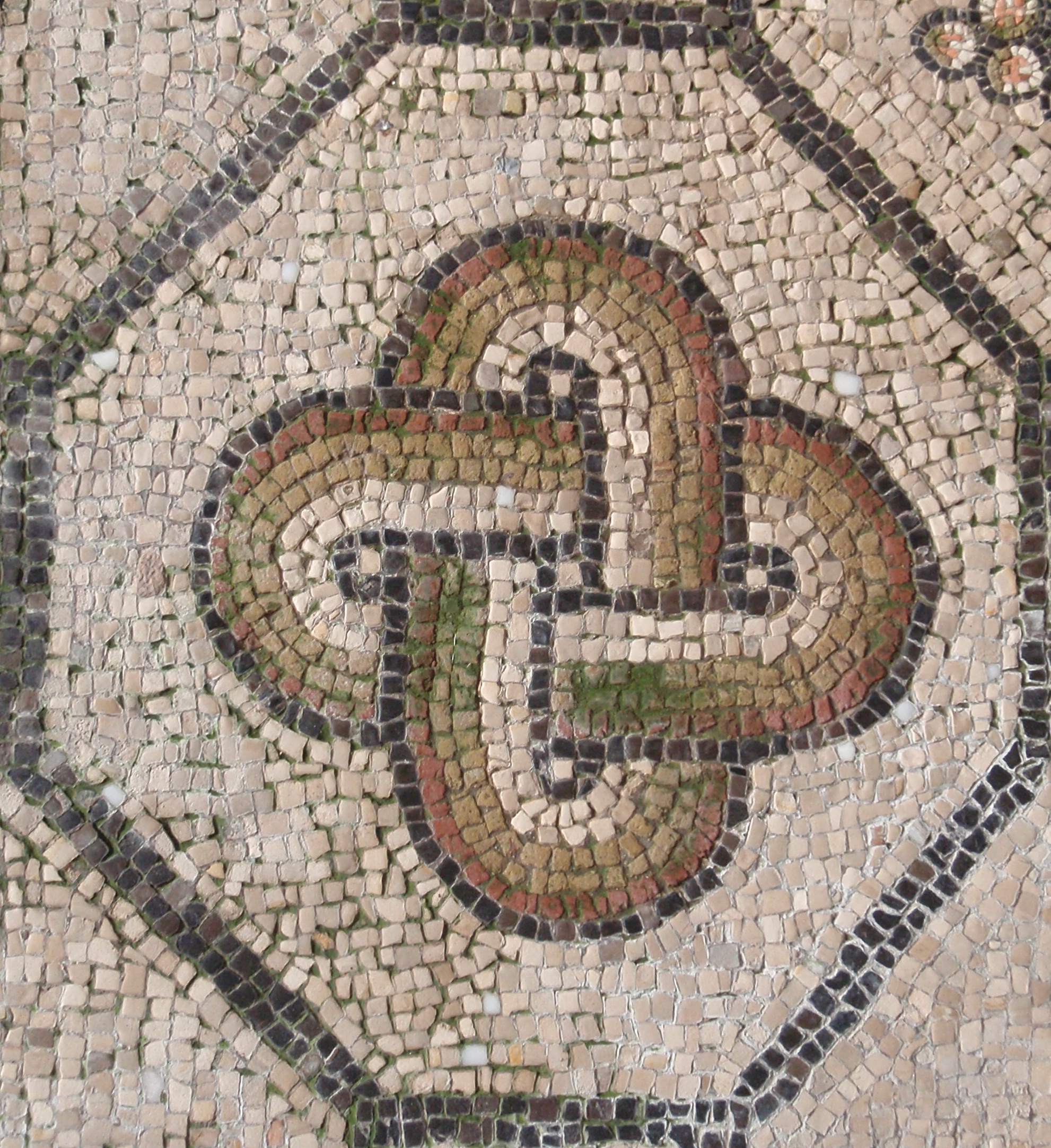
Un nodo di Salomone in un mosaico nella Basilica di Santa Maria Assunta ad Aquileia (Friuli-Venezia Giulia)

In architettura la geometria sacra è usata nella pianificazione e costruzione di edifici religiosi come chiese, templi, moschee, monumenti e complessi vari, altari, tabernacoli o dipinti, sculture o anche spazi sacri. Secondo Paul Calter nella geometria sacra, significati simbolici e sacri sono attribuiti a certe forme o proporzioni geometriche. Nel mondo antico certi numeri e forme che vennero presto correlate ai numeri (poligoni, pentagoni, triangoli, quadrati, esagoni) avevano anche un significato simbolico.

## Antropologia
In antropologia, per geometria sacra si intende una caratteristica della etnomatematica e della visione del mondo di molte culture indigene. Riferimenti ad essa si trovano anche nella teologia ed in alcune filosofie della matematica.

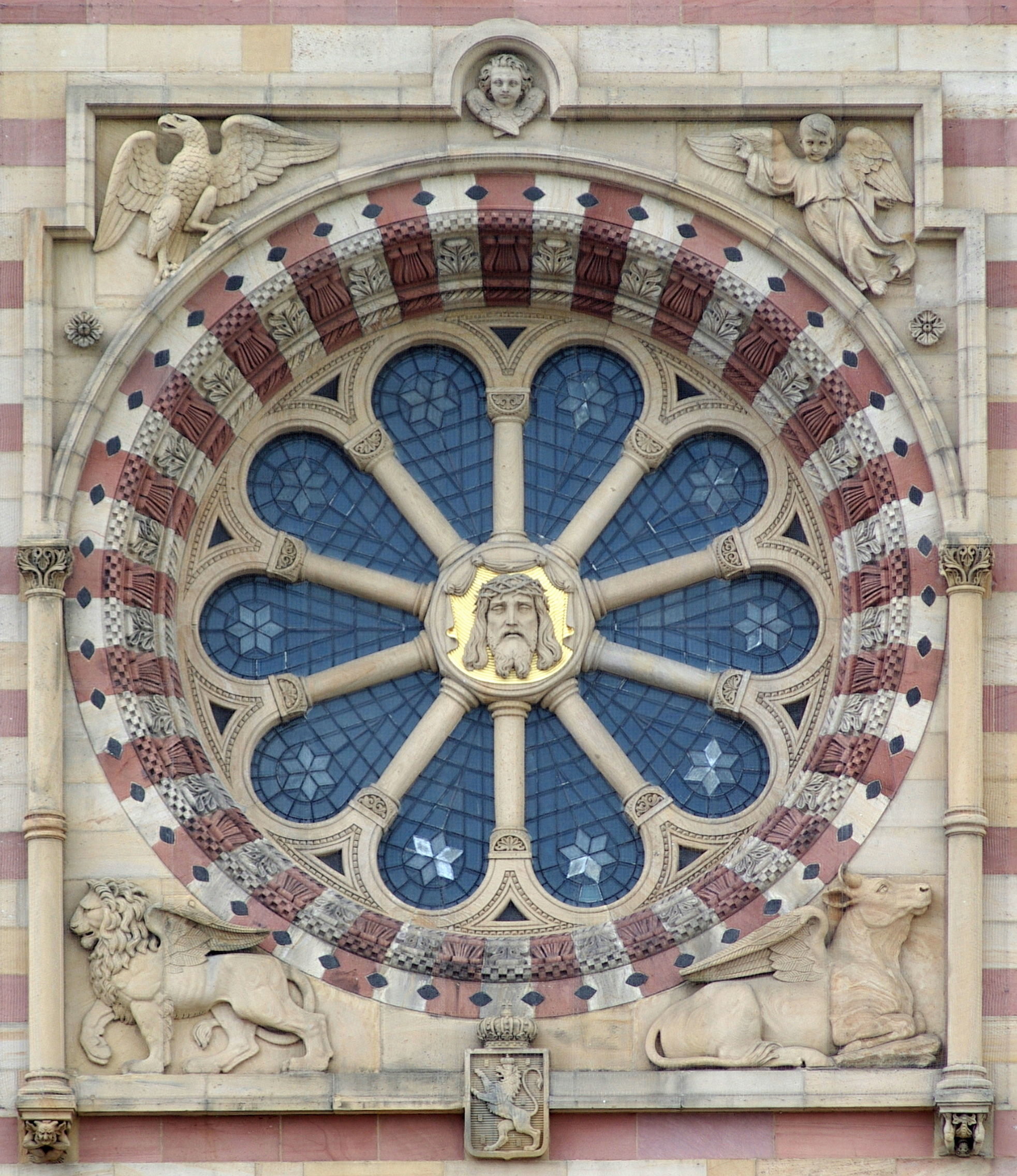
Rosone della cattedrale di Spira, in Germania

Tipicamente, le culture tradizionali considerano la geometria sacra come qualcosa al di là di ogni descrizione algebrica. La geometria praticata dai matematici e simboleggiata nell'algebra è considerata una proiezione approssimativa del sacro; connettendosi con gli schemi matematici fondamentali, una persona può contemplare il Mysterium Magnum e il grande progetto divino del cosmo. Studiando la natura di questi schemi, forme e relazioni matematiche, si otterrebbe una comprensione intima delle leggi e dei misteri dell'Universo.
Per molte culture tradizionali, la presenza in natura di varie strutture geometriche — quali la conchiglia del Nautilus pompilius (che forma una spirale logaritmica) e gli alveari esagonali formati dalle api — è sufficiente a suffragare l'importanza cosmica delle forme geometriche e matematiche.
Nella cultura occidentale, gli esempi più tipici di questo concetto sono le dottrine matematiche di Pitagora, e le "forme ideali" di Platone, scopritore degli omonimi solidi.
Nondimeno, idee simili sono state espresse in tempi più recenti da fisici come Erwin Schrödinger, Werner Karl Heisenberg e David Bohm. 
In effetti, questa concezione della matematica sembra essere diffusa fin dai tempi preistorici, come universale culturale della cognizione umana, in base alla quale la natura e le stesse proporzioni del corpo umano si sviluppano secondo numeri e forme regolari.

## Usi della geometria nelle pratiche religiose ed esoteriche

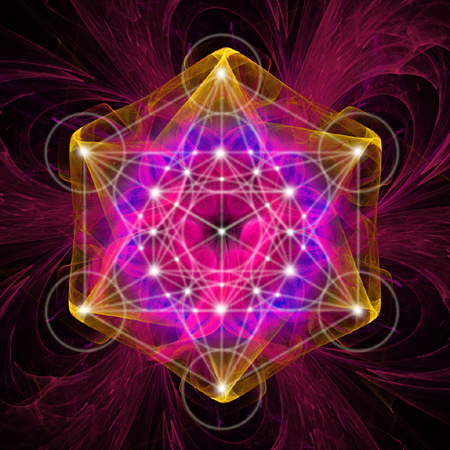
Un cubo di Metatron

Il termine geometria sacra è anche usato per indicare l'applicazione della geometria alla religione e all'esoterismo, come conseguenza diretta della concezione del cosmo sopra descritta. Gli oggetti geometrici che occupano un ruolo più importante in ambiti sacri e/o esoterici sono quelli che presentano più simmetrie, quali ad esempio i solidi platonici o i poligoni regolari, o quelli che generalmente richiamano un'idea astratta di eleganza e bellezza, quali la sezione aurea.
Tali forme geometriche sono usate in tutte le culture nella costruzione e strutturazione di edifici sacri come templi, moschee, megaliti, monumenti, chiese, nonché di spazi sacri come altari, temenoi e tabernacoli, oltre che nella creazione dell'arte sacra. Le stesse strutture geometriche (come la sezione aurea, le piramidi, o i poligoni regolari) sono presenti nell'antica architettura egizia, greca e romana, nonché nell'Europa medievale cristiana. Le comunità spirituali dell'India e dell'Himalaya costruirono templi e fortificazioni basati su strutture geometriche dette maṇḍala e yantra.